# آوو پیکوس
آوو پیکوس (ایتالیایی: Aavo Pikkuus؛ زادهٔ ۲۳ نوامبر ۱۹۵۴) دوچرخه‌سوار اهل اتحاد جماهیر سوسیالیستی شوروی است.
وی در مسابقات کشوری و بین‌المللی در مجموع برندهٔ ۲ مدال طلا، ۲ مدال نقره شده‌است.